# Néerlandais du Suriname
 (septembre 2018).
Si vous disposez d'ouvrages ou d'articles de référence ou si vous connaissez des sites web de qualité traitant du thème abordé ici, merci de compléter l'article en donnant les références utiles à sa vérifiabilité et en les liant à la section « Notes et références ».
Le néerlandais est la langue officielle du Suriname depuis son indépendance en 1975 et est de plus en plus populaire. Le néerlandais est aujourd'hui la langue maternelle de plus de 60 % de la population. Une autre langue importante est le créole surinamien (sranan tongo) qui, avec le néerlandais, sert de lingua franca entre les différentes populations du pays, parlant saramaka, javanais, hindoustani etc.
La quasi-totalité des Surinamiens maîtrisent au moins deux langues, leur langue d'origine et le créole. Ils sont fiers de parler néerlandais et sont surtout fiers de leur propre variante, le néerlandais du Suriname. En 2008, lors de la fondation de l'Union des nations sud-américaines, le Suriname est parvenu à faire du néerlandais l'une des langues de travail officielles aux côtés de l'espagnol, de l'anglais et du portugais.

## Histoire
Le néerlandais est arrivé au Suriname lorsque Paramaribo et la région de la Nouvelle-Amsterdam sont devenues une colonie néerlandaise. Le Suriname fit en effet partie d'une colonie comprenant également la Guyane voisine et, pendant un certain temps, la Guyane française. Le néerlandais devint peu à peu la langue de communication entre les populations locales, les autorités néerlandaises et les esclaves (créoles). En 1876, le néerlandais a officiellement été introduit comme langue de l'enseignement. Lorsque des travailleurs hindous et javanais sont arrivés à la fin du XIXe siècle, ils ont également adopté le néerlandais.

## Particularités
Aujourd'hui, le Suriname dispose de sa propre variante du néerlandais, appelée communément néerlandais du Suriname. Il s'agit d'une variante néerlandaise à part entière, tout comme le néerlandais des Pays-Bas ou le néerlandais de Belgique. Il serait incorrect de qualifier le néerlandais du Suriname de « néerlandais bas-de-gamme ». Le néerlandais du Suriname a également subi l'influence des autres langues parlées au sein même du pays.
En termes de prononciation, la différence la plus notable est la réalisation du son [w].
En termes de vocabulaire, le néerlandais du Suriname a emprunté un grand nombre de mots aux autres langues parlées au Suriname et notamment au créole surinamien. En outre, certains mots devenus archaïques en néerlandais standard ont été conservés et le néerlandais du Suriname comporte d’innombrables néologismes.
La grammaire est légèrement différente. Ainsi, on note des différences au niveau de l'ordre des mots ou du renvoi des particules séparables. Un autre exemple serait les verbes gaan (« aller ») et komen (« venir ») qui peuvent parfois avoir un tout autre sens.
Presque tous les habitants du Suriname maîtrisant le néerlandais parlent en réalité la variante locale dont ils sont fiers. Cependant, le néerlandais du Suriname n'est pas reconnu comme variante officielle. En effet, le néerlandais standard est maintenu comme norme dans la plupart des écoles et sert de langue législative.